# Верховный комиссар Республики во Французской Полинезии
Верховный комиссар Республики во Французской Полинезии (фр. Le Haut-Commissaire de la République en Polynésie française) — государственная должность во Франции, представитель центрального правительства во Французской Полинезии в звании префекта. Сам институт верховных комиссаров был в начале XX века заимствован французами из английской колониальной системы. Верховный комиссар, или верховный комиссар Республики назначался для управления протекторатами или зависимыми территориями, не полностью находящимися под суверенитетом Франции, в то время как для управления колониями назначался губернатор. Обязанности Верховного комиссара во Французской Полинезии регулируются органическим законом 2004 года, согласно которому в его ведении находятся безопасность территории и гарантия исполнения законодательства. Должность введена в марте 1977 года, сменив пост губернатора Французской Полинезии, до 1984 года комиссар возглавлял и правительство Французской Полинезии, с 14 сентября 1984 года передав эти функции председателю правительства.

## Список глав французской администрации в Полинезии

### Губернаторы французских поселений в Океании
- Арман Жозеф Брюа, 1843—1847
- Шарль Франсуа Лаво, 1847—1849 губернатор, 1849—1850 комендант
- Луи Адольф Бонар, 1850—1852 комендант
- Теожен Франсуа Паж, 1852—1854 комендант
- Жозеф Фидель Эжен дю Бузе, 1854—1858
- Жан-Мари Жозеф Теодоз Сессе де Мар, 1858
- Луи Эжен Гольтье де ла Ришери, 1858—1860 губернатор, 1860—1864 комендант
- Эмиль Франсуа Гийом Клеман де ла Ронсьер, 1864—1869 комендант
- Мишель Луи Исидор де Жузлар, 1869—1871 комендант
- Ипполит Огюст Жирар, 1871—1873 комендант
- Октавий Бернар Жильбер-Пьер, 1873—1876 комендант
- Антуан Леонс Мишо, 1876—1877 комендант
- Жозеф Анри Брюне-Милле, 1877 комендант
- Огюст Мари Эдуард д’Онсьё де ла Бати, 1877—1878 комендант
- Жак Фердинанд Планше, 1878—1880

### Губернаторы Французской Океании
- Анри Исидор Шессе, 1880—1881 комендант
- Фредерик Жан Дордоло де Эссартс, 1881—1883
- Мари Николя Франсуа Огюст Моро, 1883—1885

### Губернаторы Французских владений в Океании
- Дельфино Моракчини, 1885—1886 и. о.
- Этьен Теодор Лакаскад, 1886—1893
- Пьер Луи Клови Папино, 1893—1896
- Гюстав Пьер Теодор Галле, 1896—1901
- Эдуар Жорж Теофиль Пети, 1901—1904
- Виктор Луи Мари Ланрезак, 1904
- Анри Франсуа Шарль Кор, 1904—1905 и. о.
- Филипп Эмиль Жюльен, 1905—1907
- Эли Адриен Эдуард Шарлье, 1907—1908 и. о.
- Жозеф Паскаль Франсуа, 1908—1910
- Адриен Жюль Жан Бонур, 1910—1912
- Уильям Морис Фотье, 1913—1915
- Гюстав Жак Анри Жюльен, 1915—1919
- Жоселин Робер, 1919—1921 и. о.
- Огюст Андре Мариус Геде, 1921
- Луи Феликс Мари Эдуард Риве, 1921—1927
- Леонс Альфонс Ноэль Анри Жор, 1930—1932
- Мишель Люсьен Монтанье, 1933—1935
- Фредерик Мари Жан Батист Шастене де Жери, 1937—1940
- Эдмон Мансар, 1940
- Эмиль де Кюртон, 1940—1941
- Ришар Брюно, 1941
- Жорж Луи Жозеф Орселли, 1941—1945
- Жан Камиль Оман, 1945—1947
- Пьер Луи Маэстраччи, 1947—1949
- Арманд Анзиани, 1949—1950
- Жан Альбер Рене Петитбон, 1950—1954
- Жан Франсуа Тоби, 1954—1958

### Губернаторы Французской Полинезии
- Пьер Сико, 1958—1961
- Айме Грималь, 1961—1965
- Жан Шарль Сикурани, 1965—1969
- Пьер Луи Анжели, 1969—1973
- Даниэль Видо, 1973—1975
- Шарль Шмитт, 1975—1977

### Верховные комиссары Республики во Французской Полинезии
- Жорж Тьерри де Аржанльё, 1941—1945
- Шарль Шмитт, 13 июля 1977 — 31 октября 1977
- Поль Куссеран, 18 декабря 1977 — 27 июля 1981
- Поль Нуаро-Коссон, 27 июля 1981 — 15 января 1983
- Ален Робер Орель, 15 января 1983 — 28 марта 1985
- Бернар Жерар, апрель 1985—1986
- Пьер Луи Анжели, апрель 1986 — 10 ноября 1987

- Жан Монпеза, 28 ноября 1987 — 3 января 1992
- Мишель Жо, 31 января 1992 — 8 августа 1994
- Поль Ронсьер, 8 августа 1994 — 27 августа 1997
- Мишель Жанжан, 27 августа 1997 — 8 октября 1997
- Жан Арибо, 8 октября 1997 — 24 октября 2001
- Кристиан Массинон, 24 октября 2001 г. — 17 ноября 2001
- Мишель Матьё, 17 ноября 2001 — 30 июля 2005
- Анн Буке, 10 сентября 2005 — 29 июня 2008
- Адольф Колрат, 7 июля 2008 — 7 января 2011
- Ришар Дидье, 24 января 2011 — 3 сентября 2012
- Жан-Пьер Лафлак (Лафлакуэре), 3 сентября 2012 — 23 августа 2013
- Лионель Беффре, назначен 21 августа 2013 — приступил 3 сентября 2013